# Петко Димитров
Петко Стоянов Димитров е български морски геолог и океанограф, професор в Института по океанология при Българска академия на науките във Варна.
Областите на научните му интереси са геология, геохимия, морска геология, геокатастрофални явления на границата плейстоцен-холоцен, алтернативни суровинни и енергийни ресурси на дъното на Черно море, морска археология и подводна археология, уранови минерали и уранодобив.

## Биография
Роден е на 16 септември 1944 г. в с. Новачене, Софийска област. През 1969 г. завършва  Геолого-географския факултет на Софийския университет „Св. Климент Охридски“, специалност геология-геохимия.
От 1969 г. до 1975 г. работи в урановата мина „Елешница“ на длъжност заместник-началник.
През 1975 г. печели конкурс за научен сътрудник и е назначен на работа в Института по океанология при БАН. През 1979 г. защитава дисертация на тема „Формирование осадков периферической области шельфа западной части Черного моря в четвертичное время“ под ръководството на акад. В. С. Ястребов и проф. A. A. Аксенов в Институт по океанология „П. П. Ширшов“, Москва. Научен секретар на Института по океанология при БАН във Варна (1977 – 1984), зам.-директор на института (1984 – 1993) и ръководител секция „Морска геология и археология“ на института (1997 – 2009). Там въвежда нови за страната научни дисциплини – „морска геология“ и „геоархеология“.
Автор е на оригинални изследвания, свързани с хипотезата за т.нар. „потоп в Черно море“.
Ръководител и участник е на над 30 международни експедиции с НИК „Академик“ в Черно море (с д-р Робърт Балард 2001, 2002; Woods Hole Oceanographic Institution 2006; Prof. William B. Ryan 2009, 2011 – проект ДО 02 – 337 „Древни брегови линии на Черно море и условия за човешко присъствие“, финансиран от Фонд „Научни изследвания“ към МОН). Негова е най-сензационната, но и най-спорната находка в българската археология, т.нар. „Чиния на Ной“. Открива я на 15 юли 1985 г. на около 93 метра дълбочина и на 65 километра навътре в морето от Варна. Все още няма кой да признае автентичността ѝ.
Участник е в международни научни експедиции в Тихи океан (международни проекти: „ЖМК” и „Литосфера”, НИК „Дмитрий Менделеев", 1981-1982 г.), Атлантически океан и Средиземно море (проект „Атлантида”, НИК „Витяз", 1984 - 1985 г.). Едната от целите и задачите на експедицията от 1984 г. е била търсенето на потъналия континент Атлантида.
Той е първият български учен, изследвал желязо-мангановите конкреции (ЖМК) в Тихия океан (НИК "Дмитрий Менделеев", 1982 г.) 
Създател е на идеята за приложението на сапропелните седименти на дъното на Черно море като естествен екологичен тор и биопрепарати, Патент BG № 63868, Регистров номер № 104106.
Сътрудник е на Института за древни цивилизации.
Преподавателската му дейност включва: 
- Лектор по Морска геология, литология и геохимия във Висшето военноморско училище „Н. Й. Вапцаров“ и Варненския свободен университет „Черноризец Храбър“.
- Лектор в Болонския университет към Университетски консорциум, специалност Подводна археология – о. Сицилия, Италия.

Автор и съавтор е на над 150 научни статии и книги. Цитати: над 1500.
Научен ръководител на 4 успешно защитили докторанти - 2 в ИО-БАН и 2 в ОМГОР-НАНУ (Отделение морской геологии и осадочного рудообразования Украины).

## Теория за потоп в Средиземно море и Черно море между 5600 и 5300 г. пр. н.е.
През 1994 учените Jones и Cagnon правят въглеродно изследвание според които приблизително около 5600 г. пр. н.е. нивото на Средиземно море рязко се е покачило с между 80 и 100 метра и водата е преляла през Босфора. През 1996 г. в. "Ню Йорк Таймс" публикува статия за научните открития на океанолозите от Колумбийския университет в Ню Йорк Уилям Райън и Уолтър Питман. Те считат, че приблизително около 5500 г. пр. н.е. нивото на Световния океан се е покачил с близо 140 метра. Зад тази хипотеза застава и  океанологът проф. Петко Димитров Той има и по-ранни публикации в периода 1978-1982 г., в които застъпва подобно схващанеПрез 1997 г. Райън/Питман публикуват статията "An abrupt drowning of the Black Sea shelf" (с над 480 цитата в Scopus) със съавтор проф. Димитров и през 2000 г. издават книгата „Ноевият потоп" в която посвещават цяла глава, обръщайки специално внимание на изследванията на проф. Димитров. Книгата е преведена и преиздадена на български през 2000 г. и е с негов послеслов  Впоследствие Димитров публикува няколко книги и статии по въпроса заедно със своя колега доц. д-р Димитър Петков Димитров също специалист по морска геология и геохимия В тях те отделят внимание на образуването на сапропелните седименти и сероводорода като най-важното доказателство за Потопа проследявайки трансгресивно-регресивните цикли и еволюцията на Черноморския басейн през последните 25 000 години. През 2017 и 2019 година Райън/Питман и проф. Димитров публикуват две статии в научното списание "Marine geology" с резултати от проведените съвместни експедиции през 2009 г. и 2011 г., обобщавайки трите сценария за Потопа в Черно море, в която защитават твърдението за покачване на нивото на Черно море с 90 метра, случило се в рамките на четиридесет години; според тях тези събития са се разиграли във времето около 5300 г. пр. н.е
Други известни учени също са изследвали вероятността Черно море да е покачило внезапно своето равнище. Заинтригуван от научните постижения на проф. Димитров, океанологът проф. Робърт Балард (откривател на "Титаник") междувременно проведе две изследователски експедиции в ИИЗ на Р. България в Черно море през 2001-2002 г. и дори финансира ремонта на научно-иследователският кораб "Академик".
Съветски (руски и украински) учени първонанално са пренебрегвали идеите на проф. Димитров, но по-късно достигат до изводи сходни с тези на Уилям Райън и Уолтър Питман, като първоначално те не получават известност, а едва през 2007 техните статии са публикувани в сборник. Изследователят проф. Андрей Чепалига (Географски институт на Руската академия на науките) също разглежда въпроса за потоп в Черно море, презентирайки на международен форум компютърен модел на многократните връзки на Черно море и Каспийско море през Маничкия провлак (Кумо-Маничка падина). През 2018 г. проф. Димитров, доц. Димитров и проф. Чепалига подготвят съвместен проект по научната програма България-Русия към МОН на тема: "Палеогеографски реконструкции на Черноморския басейн през кватернера по материали от мултидисциплинарни изследвания върху морските тераси и морските седименти", но за съжаление проектът е прекратен поради Руското нападение над Украйна.  Италианският океанолог проф. Енрикe Лодоло (Националният институт по океанография в Триест) с открива любопитна находка под водата близо до о-ов Пантелерия. Подобно на Питман, Райън и П. Димитров той също счита че нивото на Средиземно море се е вдигнал с близо 130 метра в рамките на 40 години.<реф>?

## Членство в организации
Член е на СУБ и на БГД. Чуждестранен член е на Националната академия на науките на Украйна.
Два мандата е член на Висшата атестационна комисия (Научна комисия по геологически и географски науки).

## Отличия и награди
Почетен гражданин е на гр. Варна, 2013 г.
Носител е на  Орден „Св. св. Кирил и Методий“ – II степен и на колективна награда „Варна“ 2003 за природни науки, за реализация на проекта „Корелация на геологически, климатически и исторически събития в Черно, Мраморно и Средиземно морета през последните 25000 г. (проект НОЙ)“.
Награден е посмъртно с "медал на лента" на 12 юли 2023 г. по случай 50 години от създаването на Института по океанология - БАН.

## Документални филми
- Участие във филми за Потопа в Черно море – „BBC – Horizon – 1996 – Noah's Flood“, ZDF „Terra X 56 Die Sintflut“, UFOTV „Dark Secrets of Black Sea“ и National Geographic „Потопът е бил в Черно море? Древните досиета Х на NG“ и др.
- Bulgaria ON AIR, Операция История: Загадките на древната цивилизация "Варна". Каква е тайнствената "Чиния на Ной"?, [27]
- Bulgaria ON AIR, Операция История: В памет на непокорния учен Петко Димитров. Загадката на българския сфинкс, [28]
- Bulgaria ON AIR, Операция История: ТЯХНАТА ИСТОРИЯ - Тайната на варненското злато. България – люлка на световната цивилизация? [29]

## Монографии
- Димитров П. 1988. Далеч от брегове и фарватери. Варна. Изд. „Галактика“. Библиотека „Нептун“, 161 с., COBISS.BG-ID - 1090057956 Архив на оригинала от 2021-06-24 в Wayback Machine., doi:10.13140/RG.2.2.19449.36965/1
- Димитров П., Д. Димитров. 2003. Черно море, Потопът и древните митове Архив на оригинала от 2021-06-24 в Wayback Machine.. „Славена“, Варна, ISBN 954-579-278-7, 91 с., doi:10.13140/RG.2.2.27133.05609
  - ((en)) Dimitrov P., D. Dimitrov. 2004. The Black Sea The Flood and the ancient myths. "Slavena", Varna, ISBN 954-579-335-X, 91 p., doi:10.13140/RG.2.2.18954.16327
  - ((ru)) Димитров П., Д. Димитров. 2008. Черное море, Потоп и древние мифы. „Славена“, Варна, ISBN 978-954-579-746-0, 89 с., doi:10.13140/RG.2.2.23148.46729